# Johann Strauß an der schönen blauen Donau
Johann Strauß an der schönen blauen Donau ist ein österreichischer Stummfilm aus dem Jahre 1913 von und mit Carl von Zeska.

## Handlung
Dargestellt werden, gleich einem prachtentfaltenden, kostüm- und ausstattungsreichen Bilderbogen, einzelne Stationen aus dem Leben des Wiener Walzerkönigs Johann Strauss. Dabei werden interessante Einblicke in damalige, von Strauss noch legitimierte Bühneninszenierungen und Operettenszenen nach Strauss-Vorlagen ermöglicht. „Damit vermittelt sich auch anschaulich die damalige Aufführungspraxis, allen voran die Vignetten mit dem Werberlied und aus dem Zigeunerbaron“, wie es in einem Begleittext des Filmarchiv Austria heißt.

## Produktionsnotizen
Johann Strauß an der schönen blauen Donau entstand im Sommer und Herbst 1913 in Wien und Umgebung (Stadtpark, Donau, Prater). Die festliche Uraufführung fand am 20. November 1913 im Opernkino statt. Der Film galt für damalige Verhältnisse als prestigeträchtige Großproduktion, die neben Der Millionenonkel einzige Österreich-Ungarns vor dem Ersten Weltkrieg.
Die Herstellungskosten beliefen sich auf 100.000 Kronen.
Bei dem Regisseur Hofrat Carl von Zeska (nach 1918: Carl bzw. Karl Zeska) handelte es sich um einen gebürtigen Hamburger, der seit September 1892 als Schauspieler dem Wiener Burgtheater-Ensemble angehörte.
Der bedeutende Pianist, Musikpädagoge und Strauss-Kenner Alfred Grünfeld konzertierte nicht nur im Film, sondern bei der Premiere auch live am Flügel.
Bei der ebenfalls im Film zu sehenden Prinzessin Rosa Croy-Sternberg handelte es sich um die Vorsitzende des Komitees zur Errichtung eines Johann-Strauß-Denkmals, das nach jahrelangen Verzögerungen, zuletzt durch den Ersten Weltkrieg, erst 1921 fertiggestellt wurde. Auch Co-Autor Siegfried Loewy galt als großer Befürworter eines Denkmals zu Ehren des Komponisten. Die Einnahmen der Filmvorstellung für das geladene Premierenpublikum kam der Finanzierung dieses Denkmals zugute.
Johann Strauß an der schönen blauen Donau stieß bei seiner Uraufführung durchaus auf Kritik – nicht etwa aufgrund mangelnder Qualität, sondern vielmehr aufgrund der Tatsache, dass Strauss’ Ableben erst 14 Jahre zurücklag und viele Zuschauer noch Aufführungen mit dem Meister persönlich beiwohnten.
Der Film galt lange Zeit als verschollen. Erst im neuen Jahrtausend konnte eine weitgehend erhaltene Kopie im Moskauer Filmarchiv Gosfilmofond ausfindig gemacht werden.

## Rezeption
Über die Aufnahme durch das geladene Publikum in einer Sondervorstellung berichtete am 21. November 1913 Wiens Neue Freie Presse: „Die Kinobiographie des Walzerkönigs, über deren Generalprobe wir bereits berichteten, und die vom Komponisten Richard Grünfeld geschmackvoll zusammengestellte Begleitung aus Johann-Strauß-Werken fand freundliche Anerkennung seitens des Publikums, das Kammervirtuosen Alfred Grünfeld nach dem ‚Frühlingsstimmen‘-Walzer in der Gesellschaftsszene lebhafte Ovationen darbrachte.“